# Шу (село)
Шу (каз. Шу) — село у складі Сузацького району Туркестанської області Казахстану. Адміністративний центр Шуського сільського округу.
У радянські часи село називалось Чу.
Населення — 644 особи (2021; 681 у 2009, 1120 у 1999, 1341 у 1989).